# Karl-Gösta Lundmark
Karl Gösta (Karl-Gösta) Olof Lundmark, född 18 januari 1919 i Överluleå församling i Norrbottens län, död där 16 november 1995, var en svensk militär.

## Biografi
Lundmark föddes som son till lantbrukaren Hjalmar Lundmark och hans hustru Bertha, född Karlsson. Han avlade officersexamen vid Krigsskolan 1943 och utnämndes samma år till fänrik i artilleriet, varefter han befordrades till löjtnant vid Bodens artilleriregemente 1945. Han gick Artilleriofficersskolan vid Artilleri- och ingenjörhögskolan 1947–1948 och Högre artillerikursen där 1949–1951. Han befordrades till kapten vid Bodens artilleriregemente 1952, tjänstgjorde som generalstabsofficer vid staben i IV. militärområdet 1956–1961, befordrades till major i Generalstabskåren 1961, var stabschef vid staben i IV. militärområdet 1961–1965, befordrades till överstelöjtnant 1964 och tjänstgjorde vid Norrlands artilleriregemente 1965–1966. År 1966 befordrades han till överste, varpå han var chef för Bodens artilleriregemente 1966–1968. Han befordrades till överste av första graden 1968, var chef för Operationsledning 1 i Försvarsstaben 1968–1972, var stabschef vid staben i Bergslagens militärområde 1972–1974, befordrades till generalmajor 1974 och var stabschef vid staben i Övre Norrlands militärområde 1974–1976. Lundmark befordrades 1976 till generallöjtnant och var militärbefälhavare för Övre Norrlands militärområde 1976–1980.
Lundmark gifte sig 1945 med Margareta Malmros (1919–2000).

## Utmärkelser
- Riddare av första klassen av Svärdsorden, 1962.[10]
- Kommendör av Svärdsorden, 17 november 1969.[11]
- Kommendör av första klassen av Svärdsorden, 11 november 1972.[12]